# 워터십 다운
워터십 다운(Watership Down)은 1972년 런던의 렉스 콜링스가 출간한 잉글랜드 저자 리처드 애덤스의 모험 소설이다. 버크셔주 주변 잉글랜드 남부를 배경으로 하며 주 무대에 작은 무리의 토끼들이 등장한다. 굴이 있는 야생의 자연 환경에서 살지만 의인화로 묘사되며 자신만의 문화, 언어, 속담, 시, 신화를 소유한다. 서사시 주제를 드러낸 이 소설은 토끼들이 자신들의 굴의 파괴에서 빠져나와 새로운 집(워터십 다운 언덕)을 짓기 위한 장소를 찾고 그 길을 따라나서는 중에 심각한 위험과 유혹을 마주치는 이야기를 다룬다.
워터십 다운은 리처드 애덤스의 데뷔 소설이다. 여러 출판사가 거부하다가 콜링스가 대본을 수락했다. 출판된 책은 이후 카네기메달상(영국), 가디언상(영국) 등의 서적상을 수상했다. 이 소설은 1978년에 워터쉽 다운의 토끼들이라는 애니메이션 장편 영화로 각색되었고 1999년부터 2001년까지 애니메이션화된 아동용 텔레비전 시리즈로도 각색되었다. 2018년, 이 스토리의 드라마가 만들어졌고 넷플릭스를 통해 시청이 가능해졌다.
애덤스는 25년이 지난 1996년에 속편 워터십 다운의 토끼들(Tales from Watership Down)을 완성했다.

## 같이 보기
- 동물 농장
- 마루 밑 아리에티
- 에픽: 숲속의 전설
- 푸른 골짜기
- 고양이 전사들